# Casino de Port-Gentil
El Casino de Port-Gentil  es un casino en Port-Gentil, la segunda ciudad del país africano de Gabón. Se encuentra justo al norte de la iglesia de Saint Louis (San Luis) y la École Mixte (Escuela mixta).  El casino forma parte de un complejo de entretenimiento en la ciudad que incluye "Le Galion" al lado, el Casino Supermarche cruzando la calle y el Centro Deportivo de la Ciudad . Se abre a las 22:00 de jueves a domingo y cuenta con blackjack, ruleta, póker y máquinas tragamonedas.